# Soldagem eletrogás
Soldagem eletrogás é um processo de soldagem de arco elétrico desenvolvido em 1961 a partir da soldagem por eletroescória (ESW). A poça de fusão é formada pelo calor do arco elétrico criado entre um eletrodo metálico contínuo sólido ou tubular e metal fundido ou escória.